# Leptogenys anitae
Leptogenys anitae é uma espécie de formiga do gênero Leptogenys, pertencente à subfamília Ponerinae.